# 藤原直也
藤原 直也（ふじわら なおや、2001年12月24日 - ）は、日本の男子バレーボール選手である。

## 来歴
京都府京都市出身。
京都府立北嵯峨高等学校を経て、中央大学に進学。
2023年、第31回ユニバーシアード代表に選出された。
2023-24シーズン、V.LEAGUE DIVISION1 MEN（V1男子）に所属するジェイテクトSTINGSの内定選手となった。内定選手としてV1男子の試合に出場し、Vリーグデビューを果たした。
2025年、ワールドユニバーシティゲームズ日本代表に選出された。

## 球歴
- ユニバーシアード日本代表 - 2023年、2025年

## 所属チーム
- 京都府立北嵯峨高等学校（2017-2020年）
- 中央大学（2020-2024年）
- ジェイテクトSTINGS愛知（2024年-）